# Annamaria Lusardi
Annamaria Lusardi est une économiste d'origine italienne et professeure d'économie et de comptabilité à la George Washington University School of Business. Sa recherche se concentre sur l'éducation financière,. 

## Éducation
Annamaria Lusardi a obtenu un bachelor en économie de l'l'Université Bocconi, à Milan en 1986. En 1992, elle a obtenu un doctorat en économie de l'Université de Princeton. 

## Carrière
Après son doctorat, Lusardi a enseigné l'économie à l'Université de Princeton, à la Harris School of Public Policy de l'Université de Chicago, à la Booth School of Business de l'Université de Chicago et à la Columbia Business School. Depuis 1992, elle enseigne à Dartmouth College en tant que professeure adjointe. De 2006 à 2019, elle a été professeur d'économie à Dartmouth,. En 2010, Lusardi a commencé à travailler à l'Université George Washington où elle est professeur titulaire. Depuis 2014, Lusardi est chercheur émérite du Denit Trust et professeur d'économie et de comptabilité. Lusardi est le directeur du Financial Literacy Centre, une initiative conjointe du Dartmouth College, de la société RAND et de la Wharton School. En 2014, elle a été élue présidente du Comité de recherche de l'Organisation de coopération et de développement économiques / Réseau international d'éducation financière. 
Elle a été conseillère pédagogique au bureau de l'éducation financière du Trésor américain de septembre à décembre 2009. Lusardi a témoigné du manque de capacité financière et d'alphabétisation des Américains et de la nécessité d'une éducation financière dans les écoles secondaires devant le sous-comité américain sur les enfants et les familles du comité sénatorial de la santé, de l'éducation, du travail et des pensions. En 2017, Lusardi a été nommé directeur du Comité de l'éducation financière,. 
Ses recherches ont été citées plus de 33 000 fois selon Google Scholar. 

## Prix et distinctions
EEn 2013, Lusardi a reçu le prix William E. Odom Visionary Leadership Award et le premier prix Steen 2012 du National Numeracy Network.  
Elle a un doctorat honoris causa de l'Université de Vassa. 